# Stamford Bridge (Engeland)
Stamford Bridge is een civil parish in het bestuurlijke gebied East Riding of Yorkshire, in het Engelse graafschap East Riding of Yorkshire met 3528 inwoners.
De Slag bij Stamford Bridge tussen de Engelsen en Vikingen op 25 september 1066 nabij Stamford Bridge betekende het einde van twee eeuwen Viking-aanwezigheid in Engeland.